# アーネスト・ジョン・モーラン
アーネスト・ジョン・モーラン（Ernest John Moeran, 1894年12月31日 - 1950年12月1日）は、イギリスの作曲家。

## 生涯
アイルランド系の聖職者の息子としてロンドンのヘストン (Heston) に生まれ、間もなく家族と共にノーフォーク州フェン地方に移った。幼少の頃よりヴァイオリンとピアノを学び、1913年に英国王立音楽大学（RCM）に入学、チャールズ・ヴィリアーズ・スタンフォードに師事した。
第一次世界大戦で頭部に重傷を負う。これは、晩年の精神疾患の原因に繋がったといわれている。
終戦後は大学へ戻り、ジョン・アイアランドの下で勉強を再開する。本格的な作品は、歌曲と室内楽曲を端緒とした。さらにノーフォーク州を含む諸地方の民謡の蒐集、編曲も開始した。
1920年代中期までに作曲家のピーター・ウォーロックと親交を結び、数年間をケント州アインズフォード (Eynsford) で共に過ごした。彼らが頻繁に開いた酒盛りは、地元の人々の中で悪名高かったという。それ以来、後に患う神経症と相俟ってアルコールに依存する生活を送ることとなる。
ウォーロックの死後は、アイルランドの祖先に興味を持ち、ほとんどの時間をアイルランドのケリー県ケンメア (Kenmare) で過ごした。
1945年、チェロ奏者のピアーズ・コートモアと結婚。これは、チェロ協奏曲やチェロソナタといった傑作の創作に繋がった。
1950年、突然脳卒中を起こし、ケンメアで死去した。55歳没。

## 作風
モーランは、イングランド民謡に大きな影響を受けた最後の作曲家の一人であり、ディーリアスやヴォーン・ウィリアムズ、アイアランドといった叙情的作曲家と同じグループに属する。モーランの作品ではしばしば、ノーフォークやアイルランドの自然風景の影響がはっきりと見られる。ただ、今日忘れ去られた「田園詩人的」な作曲家とは違い、モーランは音楽を通じて喜怒哀楽を自由に伝える才能を持ち、時には感情の赴くままに熱情をあらわにすることにも躊躇しなかった。モーランのスタイルは、保守的だが模写的ではなかったのである。
しかしモーランが生きた時代、このような様式は既に時代遅れなものとして見られていた。最高傑作として名高い、陰鬱でシベリウス的な交響曲ト短調（1924年 - 1937年）の成功をよそに、モーランはこの時代遅れな様式に対する決定的な突破口を見い出せなかった。モーランは当初は室内楽曲で高評価を受け、その後もこのジャンルの重要な作品を生み出し続けたが、最大の業績はヴァイオリン協奏曲（1938年）やシンフォニエッタ（1944年）、セレナード（1948年）といった数少ない大規模な管弦楽曲である。近年、モーランの作品への注目が強まり、録音も多数出始めたが、アルフレッド・エドワード・ハウスマンやジェイムス・ジョイスの詩に寄せる歌曲集など、いまだ多くの作品があまり知られていない。
未完に終わっていた交響曲第2番変ホ長調が、2011年にマーティン・イェーツによって補筆完成され、イェーツ指揮のロイヤル・スコティッシュ管弦楽団により初演された。同時に録音も行なわれている。

## 作品一覧

### 管弦楽曲
- 交響的印象『山の国にて』（1921年）
- 狂詩曲第1番 ヘ長調（1922年）
- 狂詩曲第2番 ホ長調（1924年、1941年改訂）
- 小管弦楽のための2つの小品（1931年）
- 『ファッラーゴ』組曲（1932年）
- 交響曲 ト短調（1934年 - 1937年） - ハミルトン・ハーティに献呈。
- ある祝典のための序曲（1930年 - 1935年、未完成） - 2011年にマーティン・イェーツにより補筆完成・初演。
- シンフォニエッタ（1944年） - アーサー・ブリスに献呈。
- 仮面劇のための序曲（1944年） - ウォルター・レッグに献呈。
- セレナード ト長調（1948年）
- 交響曲第2番 変ホ長調（1939年 - 1950年、未完成） - 2011年にマーティン・イェーツにより補筆完成・初演。

### 協奏曲
- ヴァイオリン協奏曲（1938年）
- 狂詩曲第3番 嬰ヘ長調（ピアノと管弦楽のための、1943年）
- チェロ協奏曲（1945年）

### 声楽曲
- 歌曲集『ルドロウ・タウン』（1920年）
- 歌曲集『春の日の歌』（1934年）
- バリトン独唱、合唱と管弦楽のための『夜想曲』（1934年） - フレデリック・ディーリアスに献呈。
- 『フィリダとコリドン』（1939年）

### 室内楽曲
- ピアノ三重奏曲 ニ短調（1920年）
- 弦楽四重奏曲 イ短調（1921年）
- ヴァイオリンソナタ ホ短調（1923年）
- 2つのヴァイオリンのためのソナタ イ長調 （1930年）
- ヴァイオリン・ヴィオラ・チェロのための三重奏曲 ト長調（1931年）
- 幻想四重奏曲（オーボエと弦楽のための、1946年）
- チェロとピアノのための前奏曲（1948年）
- チェロソナタ イ短調（1947年）
- 弦楽四重奏曲 変ホ長調（作曲年不明）

### ピアノ曲
- 3つの小品（1919年）
- 主題と変奏（1920年）
- 『五月の朝に』（1921年）
- 『スタルハム川』（1921年）
- トッカータ （1921年）
- 『スリー・ファンシーズ』（1922年）
- 『二つの伝説』（1923年）
- 『川岸の休日』（1925年）
- 『夏の峡谷』（1925年）
- 『二つのアイルランド民謡』（1926年 - 1927年）
- 『子守歌』（1933年）
- 前奏曲 ト短調（1933年）

## 文献
- G. Self: The music of E.J. Moeran; Londen, 1986
- H. Foss: Moeran and the English tradition; in The Listener, 3 juli 1942